# Opinio
Opinio war eine niederländische politische Wochenzeitschrift, die in den Jahren 2007 und 2008 herausgegeben wurde. Sie erschien freitags, der Redaktionssitz befand sich in Amsterdam.

## Geschichte
Opinio wurde von Jaffe Vink gegründet, der zuvor bei der Tageszeitung Trouw Leiter der Beilage „Letter & Geest“ gewesen war. Vink stand dieser Beilage seit ihrer Gründung 18 Jahre lang vor und machte sie zu einem auch intern umstrittenen Teil der Zeitung, da dort in provokanter Weise der Multikulturalismus und politische Islam angegriffen wurde. Dies führte zu Spannungen mit der Chefredaktion, sodass Vink Mitte 2006 die Zeitung verließ und Opinio gründete, deren Chefredakteur er auch wurde. Die erste Ausgabe erschien im Januar 2007 nach Eigenangaben mit einer Auflage von 350.000 Exemplaren.
Das Blatt wurde von dem früheren Philips-Manager Roel Pieper finanziert, der auch als Herausgeber fungierte. Die Geschäftsleitung übernahm Huib Schreurs, zuvor in gleicher Funktion bei De Groene Amsterdammer.
Opinio wurde auf rosarotem Papier gedruckt und enthielt keine Fotos, Zeichnungen und Anzeigen. Vink nannte die politische Ausrichtung seiner Zeitschrift „links-konservativ“. Für das Blatt arbeiteten neben fünf Redakteuren etwa 30 freie Mitarbeiter, darunter Anne Applebaum, Frits Bolkestein, Afshin Ellian, Hans Jansen, Bernard-Henri Lévy und Xandra Schutte.
Angestrebt war eine Druckauflage von 50.000. Da die Zeitschrift keine Anzeigen abdruckte, wurde die Auflage nicht vom Oplage Instituut ermittelt. Anfang Juni 2008 zog Pieper seine finanzielle Unterstützung für Opinio aufgrund der Auflage von lediglich 5.000 Exemplaren zurück, worauf die sofortige Einstellung folgte.

### Internet
Die Website des Magazins bot ein Audio-Abonnement an, bei dem alle Beiträge des Magazins in einer vorgelesenen Version abgerufen werden konnten. Eine Version für Mobil-Geräte und ein RSS-Web-Feed lagen ebenfalls vor.